# Peter F. Christiansen
Peter Ferdinand Christiansen (født 22. september 1923 i Tórshavn, død 2012) var en færøsk avisdirektør og politiker (SB).
Efter realskolen i 1939 gik han på handelsskole. Christiansen var kontorist i grossistfirmaet Landshandilin p/f i Tórshavn 1941–1947 og administrerende direktør i avishuset Dimmalætting i Tórshavn 1947–1999.
Christiansen var medlem af kommunalbestyrelsen i Tórshavn 1965–1970 og 1976–1984, i perioden 1968–1969 som borgmester. Han var valgt til Lagtinget fra Suðurstreymoy 1966–1970, og mødte senere som suppleant en periode i 1984. Christiansen var finans- og landbrugsminister og vicelagmand i Regeringen Atli Dam I 1970–1975. Christiansen var formand i Sambandsflokkurins vælgerforening i Suðurstreymoy i en årrække.